# Brestovska oblast
Brestovska oblast (belorusko Брэсцкая вобласць, Brèsckaja voblasc’; rusko Брестская область, Brestskaja oblast’) je oblast na jugozahodu Belorusije. Njeno upravno središče je mesto Brest.
Na severu meji z Grodensko oblastjo, na vzhodu z Minsko in Gomelsko oblastjo, na jugu z Ukrajino, na zahodu pa s Poljsko in Litvo. Večina ozemlja leži v ravninski Poleski nižini, proti severu pa se teren rahlo vzpenja.
Oblast je bila ustanovljena 4. decembra 1939, kmalu po nemško-sovjetski razdelitvi Poljske, pretežno iz predvojnega poljskega Poleskega vojvodstva. Januarja 1954 se je povečala za ozemlje celotne dotedanje Pinske oblasti in dela Baranoviške oblasti, ki sta bili tedaj ukinjeni. 

## Upravna delitev
Oblast se deli na 16 rajonov, tri mesta – Brest, Baranaviči in Pinsk – pa so podrejena neposredno oblastni vladi.
| Rajon             | Upravno središče           | Površina (km²) | Prebivalstvo (ocena 2024) |
| ----------------- | -------------------------- | -------------- | ------------------------- |
| Baranaviški rajon | Baranaviči (ni del rajona) | 2170,3         | 27.287                    |
| Brestovski rajon  | Brest (ni del rajona)      | 1533,9         | 45.658                    |
| Bjaroški rajon    | Bjaroza                    | 1405,7         | 57.767                    |
| Gancaviški rajon  | Gancaviči                  | 1706,7         | 24.327                    |
| Dragičinski rajon | Dragičin                   | 1858,1         | 33.486                    |
| Žabinkovski rajon | Žabinka                    | 686,3          | 24.484                    |
| Ivanavski rajon   | Ivanav                     | 1554,0         | 35.097                    |
| Ivaceviški rajon  | Ivaceviči                  | 2994,4         | 50.196                    |
| Kamjanski rajon   | Kamjanec                   | 1705,3         | 31.088                    |
| Kobrinski rajon   | Kobrin                     | 2041,2         | 81.672                    |
| Luninski rajon    | Luninec                    | 2669,8         | 61.728                    |
| Ljahaviški rajon  | Ljahaviči                  | 1353,8         | 22.055                    |
| Malaritski rajon  | Malarita                   | 1383,1         | 22.614                    |
| Pinski rajon      | Pinsk (ni del rajona)      | 3252,8         | 40.741                    |
| Pružanski rajon   | Pružani                    | 2810,0         | 41.603                    |
| Stolinski rajon   | Stolin                     | 3372,8         | 68.640                    |
| mesto Brest       | –                          | 146,1          | 344.470                   |
| mesto Baranaviči  | –                          | 85,0           | 171.361                   |
| mesto Pinsk       | –                          | 47,4           | 124.295                   |

## Prebivalstvo
Ob popisu prebivalstva leta 2019 je v Brestovski oblasti živelo slabega 1,35 milijona ljudi. 86,9 % prebivalcev se je opredelilo za Beloruse, 7,26 % za Ruse, 2,79 % za Ukrajince in 1,10 % za Poljake.
Kot materni jezik je 77 % ljudi navedlo beloruščino in 20 % ruščino, kot jezik, ki se običajno govori doma, pa jih je ruščino navedlo 82 % in beloruščino 16 %.